# Ranunculus albertii
Ranunculus albertii är en ranunkelväxtart som beskrevs av Eduard August von Regel och Schmalh.. Ranunculus albertii ingår i släktet ranunkler, och familjen ranunkelväxter. Inga underarter finns listade i Catalogue of Life.